# Rabban Bar Sauma
Rabban Bar Sauma (c. 1220-1294) (transliteración del siríaco: ܪܒܢ ܒܪ ܨܘܡܐ; también conocido como Rabban Ṣawma o Rabban Çauma; y en chino tradicional, 拉賓掃務瑪), fue un monje nestoriano túrquico/mongol convertido a diplomático que alcanzó notoriedad por viajar desde la China controlada por los mongoles hasta las costas francesas del Atlántico. Inicialmente su viaje era un peregrinaje en dirección a Jerusalén junto a Rabban Markos, uno de sus estudiantes. A causa de la inestabilidad militar que encontraron en el camino, nunca pudieron llegar a su destino, pero sí pasaron muchos años en Bagdad, que estaba controlada por los mongoles. Markos fue finalmente elegido patriarca nestoriano, y posteriormente propuso que su maestro Rabban Bar Sauma fuera enviado en otra misión, como embajador mongol a Europa. El anciano monje conoció a numerosos monarcas europeos, así como al Papa, intentando establecer una alianza franco-mongola. La misión no rindió resultados, pero durante sus últimos años en Bagdad, Rabban Bar Sauma escribió sobre el viaje de su vida. El relato de su viaje es de interés para los historiadores modernos ya que da un panorama de la Europa medieval a finales de la época de las Cruzadas, descrito por un observador inteligente, de mente amplia y con mirada de estadista. Sus viajes tuvieron lugar antes del regreso de Marco Polo a Europa, y sus escritos proveen un punto de vista inverso de Oriente mirando a Occidente.

## Comienzos
Rabban (Maestro) Bar Sauma nació hacia 1220 en o cerca de Pekín, conocida en esa época como Zhongdu o Khanbaligh. Según Gregory Barhebraeus era de la etnia túrquica Uigur. Las crónicas chinas mencionan que su ascendencia era Wanggu (Ongud), una tribu de origen túrquico que formaba parte de la casta mongola de la dinastía Yuan. Aunque su nombre bar Ṣauma significa en arameo "Hijo del hambre" había nacido en el seno de una familia pudiente. Era seguidor de la fe nestoriana, se convierte en monje asceta a la edad de 20 años y es maestro religioso durante décadas.

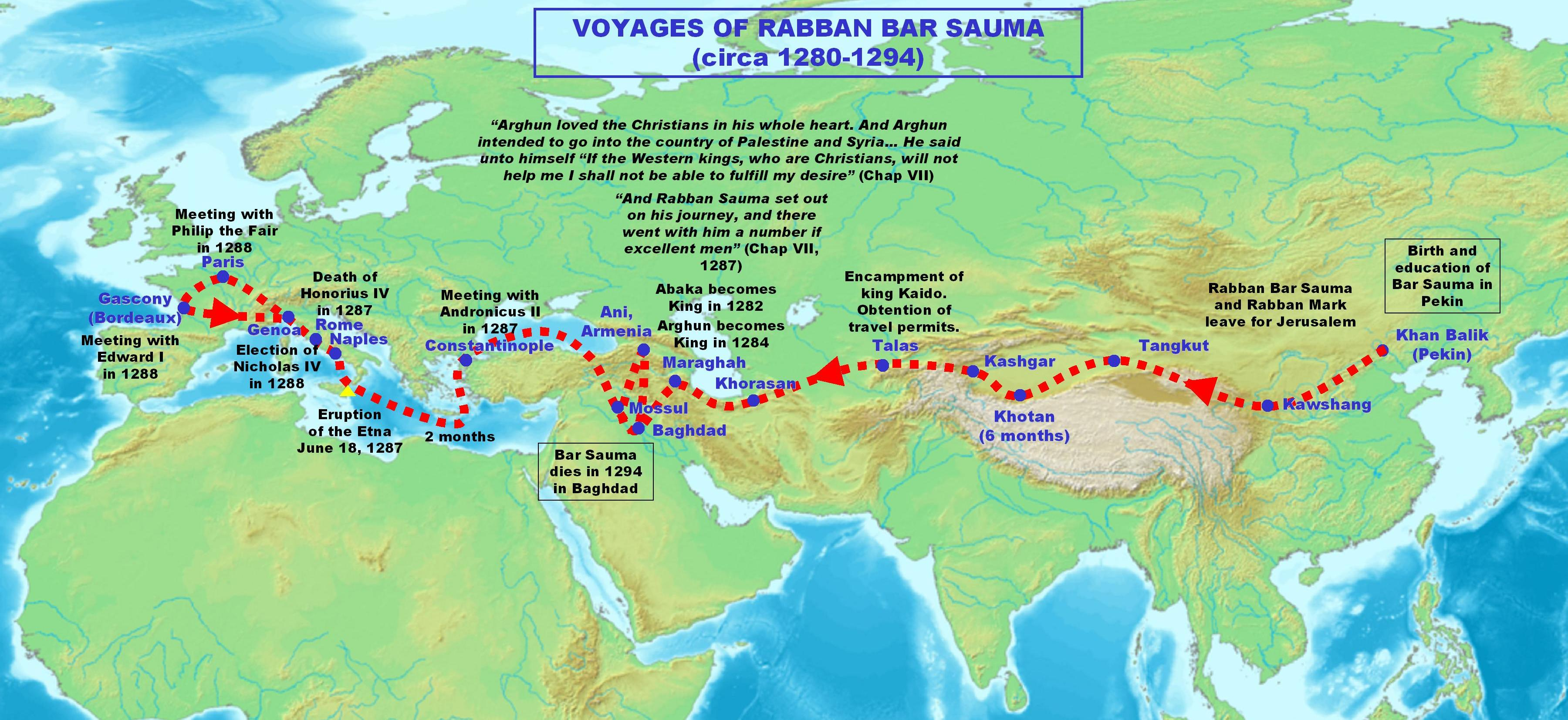
Rabban Bar Sauma viajó desde Pekín en el este hasta Roma, París y Burdeos en el oeste, tomando contacto con los principales gobernantes de esa época.

## Peregrinaje a Jerusalén
Rabban Bar Sauma y Rabban Marcos, uno de sus estudiantes más jóvenes, emprendieron viaje desde China, en un peregrinaje que tenía por destino final al centro religioso de Jerusalén. Viajaron atravesando las tierras del que había sido el pueblo Tangut, Khotan, Kashgar, Talas en el valle de Syr Darya, Khorasan (actualmente Afganistán), Maragha (Azerbaiyán) y Mosul, llegando a Ani en Armenia. Los avisos de peligro en las rutas hacia el sur de Siria les hicieron desviarse de su propósito, y se dirigieron a la Persia controlada por los mongoles, el Ilkanato, donde fueron bienvenidos por el Patriarca de la Iglesia del Este, Mar Denha I. El Patriarca le pidió a los dos monjes que visitaran la corte de Abaqa, el gobernador del Ilkhanato mongol, para obtener cartas de confirmación para la ordenación de Mar Denha como Patriarca en 1266.  Durante su viaje, Rabban Markos fue nombrado obispo nestoriano. El Patriarca luego intentó enviar a los monjes como mensajeros de regreso a China, pero conflictos militares en dicha ruta retrasaron su partida, permaneciendo en Bagdad. Al morir el Patriarca, Rabban Marcos fue elegido como su sucesor, Mar Yaballaha III en 1281.  Los dos monjes viajaron a Maragha para que esta designación fuera confirmada por Abagha, pero el gobernador del Ilkhanato falleció antes de que pudieran tomar contacto con él, siendo sucedido por su hijo, Arghun Khan.

El nombre "Rabban Ṣawma" expresado con caracteres chinos (sinogramas).

El deseo de Arghun era establecer una estratégica alianza franco-mongola con los cristianos europeos ("francos", contra el enemigo común que eran los mamelucos musulmanes.  Unos pocos años después, Mar Yaballaha el nuevo patriarca le sugirió a su antiguo maestro Rabban Bar Sauma la idea de la embajada a Europa, para entrevistarse con el Papa y los monarcas europeos.

## Embajador a Europa
En 1287, Bar Sauma emprendió su viaje a Europa, llevando presentes y cartas de Arghun para el emperador bizantino, el Papa, y los reyes europeos. Esta misión continuaba a la embajada previa de Isa Kelemechi, otro nestoriano, enviado por Arghun en 1285 para entrevistarse con el Papa Honorio IV.
Rabban Bar Sauma viajó con un gran número de asistentes y 30 animales de tiro.  Entre sus compañeros se encontraban el cristiano nestoriano Sabadinus (archaon); Thomas de Anfusis (Thoma de Anfussis, o Tommaso d'Anfossi), que hacia las veces de intérprete y trabajaba para la famosa banca genovesa; y un intérprete italiano llamado Uguetus o Ugeto (Ughetto). Bar Sauma no hablaba ningún idioma europeo, aunque si dominaba el chino, turco y persa. Su sucesor como embajador de Arghun fue Buscarello Ghisolfi, un noble genovés.
Viajó por tierra atravesando Armenia hasta el imperio bizantino de Trebisonda en el mar Negro, luego se embarcó y llegó a Constantinopla navegando. Allí tuvo una audiencia con el emperador Andrónico II Paleólogo. Los escritos de Bar Sauma brindan una descripción especialmente entusiasta de la hermosa Hagia Sophia. Luego viajó por mar a Italia. Como su ruta los llevó por la isla de Sicilia, fue testigo y dejó registros de la gran erupción del Monte Etna del 18 de junio de 1287. Pocos días después de su llegada, fue testigo de una batalla naval en la bahía de Sorrento el 24 de junio de 1287, durante el conflicto de las Vísperas sicilianas. La batalla se libró entre la flota de Carlos II (al cual menciona como "Irid Shardalo", o sea "Il re Carlos Due"), quién lo recibió en sus estancias, y Jaime II de Aragón, rey de Sicilia (a quien se refiere como Irid Arkon, o sea "Il re de Aragón"). Según Bar Sauma, Jaime II resultó victorioso, y sus tropas mataron a más de 12.000 hombres.
Luego viajó a Roma, pero demasiado tarde para conocer al Papa Honorio IV, ya que había fallecido poco tiempo antes.  Por lo tanto Bar Sauma tuvo una serie de reuniones con los cardenales y visitó la basílica de San Pedro.
Bar Sauma realizó luego escalas en Toscana (Thuzkan) y en la República de Génova, en su camino hacia París. Pasó el invierno  1287–1288 en Génova, en ese entonces una destacada capital financiera. En Francia (Frangestan), pasó un mes en compañía del rey Felipe IV de Francia, quien se mostró interesado por la visita del embajador mongol, le dio numerosos presentes, y asignó a un noble llamado Gobert de Helleville, para que acompañara a Bar Sauma en su viaje de regreso al territorio mongol. Gobert de Helleville partió el 2 de febrero de 1288, con dos ayudantes Robert de Senlis y Guillaume de Bruyères, así como el arbaletier (arquero) Audin de Bourges. Se unieron a Bar Sauma cuando regresó pasando por Roma, y lo acompañaron de regreso a Persia.
Entre tanto en Gascuña (sudoeste de Francia), que en esa época era un feudo del rey de Inglaterra,, Bar Sauma conoció al rey Eduardo I de Inglaterra, probablemente en la capital Burdeos. Eduardo respondió con entusiasmo a la embajada, pero no pudo comprometerse con la alianza militar propuesta a causa de los conflictos locales a los que se enfrentaba, especialmente con los  galeses y escoceses.

## Historia de Rabban Bar Shauma
Hasta fines de siglo XIX o quizás a inicios de siglo XX en la biblioteca de Qodshanis se encontraba un libro manuscrito llamado Historia de Rabán Bar Sauma (o de Rabban Bar Sauma).

## Traducciones
La narrativa del viaje de Rabban Bar Sauma ha sido traducida al inglés dos veces:
- Montgomery, James A., History of Yaballaha III, (New York:  Columbia University Press, 1927)
- Budge, E. A. Wallis. The Monks of Kublai Khan, (London:  Religious Tract Society, 1928). En Internet
- Alexander Toepel (ed.) Die Mönche des Kublai Khan. Die Reise der Pilger Mar Yahballaha und Rabban Sauma nach Europa. Prensa Univ. Darmstadt 2008